# 胭脂素

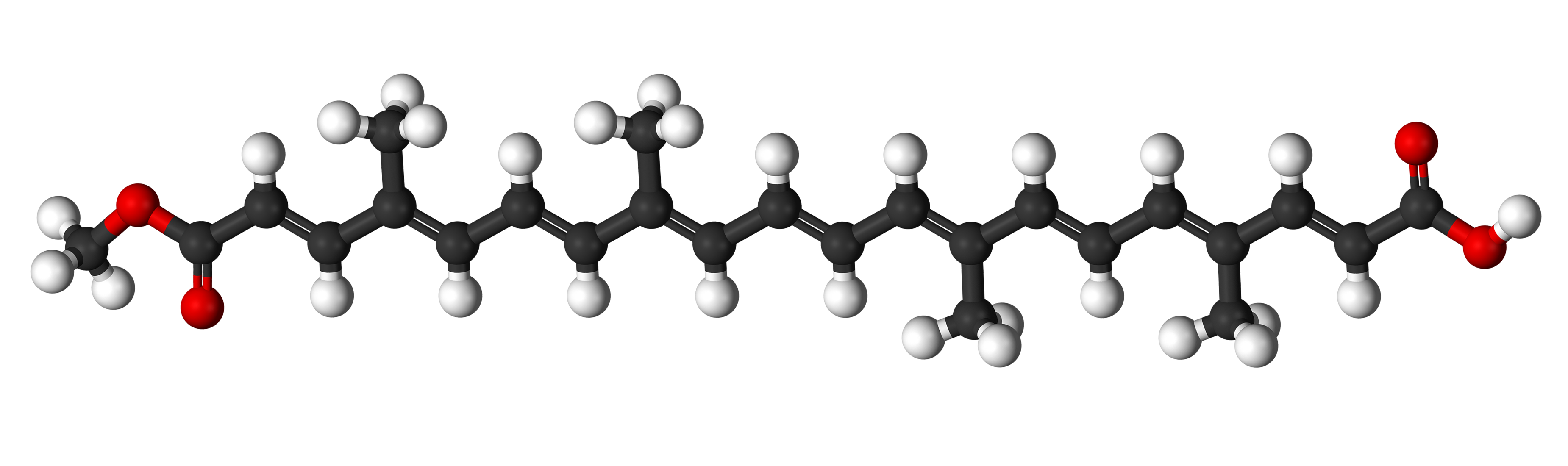
反式胭脂素的球棒模型

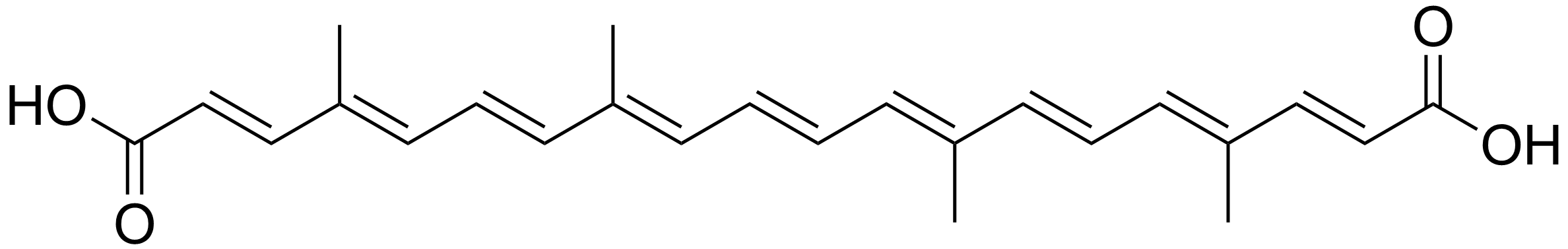
降胭脂樹素的化學結構

胭脂素，又稱胭脂樹橙、紅木素。是一種在胭脂樹紅中發現的脱辅基类胡萝蔔素，胭脂樹紅中包含5%的色素和70-80%的胭脂素。

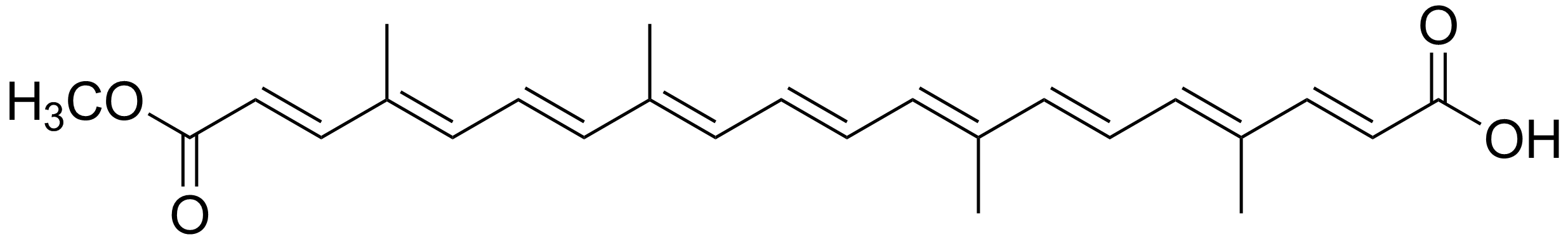
反式胭脂素的化學結構

胭脂素可溶於油脂，難溶於水。